# Postmodernism Generator
O Postmodernism Generator (Gerador de Pós-Modernidade) é um software que gera automaticamente "imitações próximas" de textos pós-modernistas. Um versão gratuita também está disponível na internet. Foi escrito em 1996 por Andrew C. Bulhak da Monash University. Os textos são produzidos por uma gramática formal definida por uma rede de transição recursiva. 